# Галван, Пайу
Пайу Галван OSB (порт. Paio Galvão, его имя также пишут как Pelagio, а фамилию как Gaitán, Galvani, Galvano, Galván, Galvá) — португальский кардинал-епископ Альбано, папский легат в Пятом крестовом походе.

## Биография
Сын Педру Галвана Марии Пиреш. В 1178 году принял обеты ордена бенедиктинцев. В университете Парижа обучался вместе с Лотарио деи Конти ди Сеньи, получил степень Mestre теологии. После обучения вернулся в Португалию и преподавал. Король Саншу I послал его засвидетельствовать своё почтение папе Иннокентию III, понтифик оставил его в Риме в качестве вице-канцлера.
Консистория 1205 года провозгласила его кардиналом-дьяконом церкви Санта-Лючия-ин-Сельчи. В 1210 году стал кардиналом-священником с титулом церкви Санта-Чечилия.  В 1212 году стал кардиналом-епископом диоцеза Альбано. Участвовал в выборах папы 1216 (Гонорий III) и 1227 (Григорий IX) годов.